# Aitejaure (Jokkmokks socken, Lappland, 740662-171065)
Aitejaure är en sjö i Jokkmokks kommun i Lappland och ingår i Luleälvens huvudavrinningsområde.